# 三秋里步
三秋里步（日语：／ Miaki Riho */?，1994年8月24日—）是日本前女藝人，為女子偶像團體NMB48 Team N前成員以及偶像團體吉本坂46前成員，並曾兼任AKB48 Team 4成員，京都府城陽市出身。舊名小谷里步（日语：／ Kotani Riho），2010年以NMB48一期生身分出道，2016年2月4日自NMB48畢業，並在隔日起以現用之藝名從事演藝工作。2020年婚後淡出演藝圈，目前育有一女。

## 經歴
2010年9月20日，於「NMB48一期生徵選會」中合格。10月9日，在「AKB48 東京秋祭」中和其他的26名合格者首次登場，以NMB48成員身分正式出道。10月17日，與其他NMB48成員參與了於神戶國際會館舉辦的SKE48演唱會「这汗量不是闹着玩的」的最終日演出，並且和SKE48的成員們一同演唱了《馬路須加學園頂尖藍調》。12月18日，在大阪巨蛋舉辦的AKB48《Beginner》全國握手會活動中，以NMB48第1期研究生25名成員之一的身分進行了驚喜突擊現場演出，並演唱了歌曲《好想見你》。
2011年1月1日，在大阪市難波的NMB48劇場舉行NMB48 1期生「为了谁」初日公演，但未能成為初日表演成員之一。1月15日，首次出演1期生「为了谁」公演。3月10日，由NMB48第1期的25名研究生中選出了16名成員組成Team N，獲選為Team N的其中一人。
2012年8月24日，於東京巨蛋舉辦「AKB48 in TOKYO DOME ～1830m的夢想～」的第一天組閣中，宣佈兼任AKB48 Team A。11月1日，組閣後新體制開始運作，正式兼任「篠田Team A」。11月2日，於篠田Team A「Waiting」公演初日登場。
2013年4月28日，於「AKB48團臨時總會～黑白分明！～」最終日的夜公演中，宣布解除AKB48 Team A的兼任。5月27日，於篠田Team A「Waiting」公演中舉行「小谷里步歡送會」，正式結束AKB48的兼任活動。7月28日，於NMB48劇場舉辦首次個人活動「小谷里步独演会 其之壹」，也是NMB48成員的首例。
2014年2月24日，於DiverCity東京舉辦的「AKB48集團大組閣祭」中宣布留任Team N，並將兼任AKB48 Team 4。是48集團中首位再次兼任AKB48（Team A與Team 4）的成員。4月24日，AKB48的大組閣新體制開始運作，正式兼任「峯岸Team 4」，並於Team 4的公演初日登場表演。6月7日，於「AKB48第37張單曲選拔總選舉」中獲得12,913票，得到第61名，首次進入圈內，並成為Future Girls一員。
2015年3月26日，於埼玉超級競技場舉辦的「AKB48春季單獨演唱會～次期總現正修行中！～」上宣布新的組閣人事異動，再次解除兼任AKB48。5月28日，于「偶像的黎明」公演中舉行「小谷里步歡送會」，結束AKB48的兼任活動。6月6日，於「AKB48第41張單曲選拔總選舉」中獲得17,132票，得到第54名，再次入選為Future Girls的一員。9月13日，於自己的生誕祭公演中宣佈將要自NMB48畢業。9月15日，發行首本個人寫真集《蛇口》。
2016年2月4日，在NMB48劇場舉行畢業公演，正式從NMB48畢業，並宣佈「小谷里步」這個名字畢業，改名為「三秋里步」。2月5日，正式使用藝名「三秋里步」。
2017年6月17日，首次主演的電影《靈眼偵探四重奏》（霊眼探偵カルテット）上映。
2018年8月20日，成為吉本坂46創始成員之一。
2020年3月23日，在個人Twitter上宣布將與搞笑藝人及同屬吉本坂46成員SHUN SHUN CLINIC P結婚，並將在同月底離開所屬約十年的經紀公司，同時從吉本坂46畢業。3月31日，正式從吉本坂46畢業。7月4日，參加吉本坂46第3張單曲《沒有不可能的事》線上個別握手會，此為她以吉本坂46成員身分參加的最後一場活動。
2022年2月2日，宣布懷孕。7月5日，長女出生。

## 人物

### 個人相關
- 喜歡狗而且在家飼養4隻狗（其中、2隻的吉娃娃在部落格介紹）[44]。

- 喜歡的藝人是安室奈美惠、西野加奈、倖田來未、泰勒·絲薇芙特、凱莎、凱蒂·佩芮等[45]。

- 喜歡的人物是迪士尼動畫角色米妮老鼠，擁有很多的商品[46]。

### NMB48與AKB48相關
- 在NMB劇場中使用的Catch phrase是「大家，歡迎光臨。今天有情緒高昂嗎？（觀眾一起喊：Yeah～！）。謝謝，充滿活力繼續下去吧。京都府出身，小谷里步○歳，大家請叫我RiPoPo[註 1]。」由於小谷里歩是京都人，所以在自介詞中會加入京都方言。

- 在AKB劇場中使用的Catch phrase是「有高山、有低谷、有小谷[註 2]，」本人表示這是橫山由依在小谷過去於Team A兼任時幫她想的[47]。

- 1期生之中身高最矮[註 3]。於NMB4的廣播節目中表示，自己的身高實際上是147，比官方資料中的150公分更矮一些[48]。

- 1期生中唯一的京都府出身[49]。於「飛翔入手」劇場盤發售記念大握手中第一次與同樣是京都出身的AKB48前輩横山由依交談[50]。

- 交情很好的成員是小笠原茉由、沖田彩華、岸野里香[51]。特別是與小笠原組成「CuPoPo[註 4][52][53]。」

- NMB48的首推成員是谷川愛梨[54][55]。

- 與SKE48的中西優香交情良好[56]。

## 參與歌曲

### 單曲CD
NMB48
|       | 發行日期       | 單曲名稱             | 參與歌曲名稱         | 名義             | 收錄於        | MV | 備註                        |
| ----- | -------------- | -------------------- | -------------------- | ---------------- | ------------- | -- | --------------------------- |
| 01st  | 2011年07月20日 | 絕滅黑髮少女         | 絕滅黑髮少女         |                  | 全版本        | ★  | A面曲 出道作品 首次進入選拔 |
| 01st  | 2011年07月20日 | 絕滅黑髮少女         | 青春的單圈時間       |                  | Type-A Type-B |    |                             |
| 01st  | 2011年07月20日 | 絕滅黑髮少女         | 我輸了的夏天         | 白組             | Type-A 劇場盤 | ★  |                             |
| 01st  | 2011年07月20日 | 絕滅黑髮少女         | 三日月的背影         |                  | 劇場盤        |    |                             |
| 02nd  | 2011年10月19日 | Oh My God!           | Oh My God!           |                  | 全版本        | ★  | A面曲                       |
| 02nd  | 2011年10月19日 | Oh My God!           | 我在等待             |                  | 除劇場盤      |    |                             |
| 02nd  | 2011年10月19日 | Oh My God!           | 結晶                 | 白組             | Type-A 劇場盤 | ★  |                             |
| 03rd  | 2012年02月08日 | 純情U-19             | 純情U-19             |                  | 全版本        | ★  | A面曲                       |
| 03rd  | 2012年02月08日 | 純情U-19             | 向右轉!              | 紅組             | Type-B 劇場盤 | ★  |                             |
| 04th  | 2012年05月09日 | 海岸邊最可愛的女孩！ | 海岸邊最可愛的女孩！ |                  | 全版本        | ★  | A面曲                       |
| 04th  | 2012年05月09日 | 海岸邊最可愛的女孩！ | 最後的淨化           | 白組             | Type-A 劇場盤 | ★  |                             |
| 05th  | 2012年08月08日 | Virginity            | Virginity            |                  | 全版本        | ★  | A面曲                       |
| 05th  | 2012年08月08日 | Virginity            | 妄想女朋友           |                  | 除劇場盤      | ★  |                             |
| 05th  | 2012年08月08日 | Virginity            | 沙灘上的手槍         | 難波鉄砲隊其之壱 | Type-C        | ★  | 首次擔任Center              |
| 06th  | 2012年11月07日 | 北川謙二             | 北川謙二             |                  | 全版本        | ★  | A面曲                       |
| 06th  | 2012年11月07日 | 北川謙二             | 冬將軍的遺憾         | 難波鐵砲隊其之貳 | Type-C        | ★  |                             |
| 07th  | 2013年06月19日 | 我們的發現           | 我們的發現           |                  | 全版本        | ★  | A面曲                       |
| 07th  | 2013年06月19日 | 我們的發現           | 如觸不到卻碰得到     |                  | 除劇場盤      |    |                             |
| 08th  | 2013年10月02日 | 大蔥鴨們             | 大蔥鴨們             |                  | 全版本        | ★  | A面曲                       |
| 09th  | 2014年03月26日 | 高山上的蘋果         | 高山上的蘋果         |                  | 全版本        | ★  | A面曲                       |
| 010th | 2014年11月5日  | 真不像我             | 真不像我             |                  | 全版本        | ★  | A面曲                       |
| 010th | 2014年11月5日  | 真不像我             | 休戰協定             | Team N           | Type-A        | ★  |                             |
| 011th | 2015年3月31日  | Don't look back!     | Don't look back!     |                  | 全版本        | ★  | A面曲                       |
| 011th | 2015年3月31日  | Don't look back!     | 畢業旅行             |                  | 除限定盤      |    |                             |
| 011th | 2015年3月31日  | Don't look back!     | 戀愛欺騙者           | Team N           | Type-A        | ★  |                             |
| 012th | 2015年07月15日 | 榴槤少年             | 榴槤少年             |                  | 全版本        | ★  | A面曲                       |
| 012th | 2015年07月15日 | 榴槤少年             | 生命的中心           | Team N           | Type-A        | ★  |                             |

- 標註有「★」符號者表示該首歌曲有拍攝MV。

AKB48名義
|      | 發行日期       | 單曲名稱           | 參與歌曲名稱     | 名義                | 收錄於 | MV | 備註 |
| ---- | -------------- | ------------------ | ---------------- | ------------------- | ------ | -- | ---- |
| 27th | 2012年08月29日 | 格子花紋           | 那一天的風鈴     | Waiting Girls       | 劇場盤 |    |      |
| 28th | 2012年10月31日 | UZA                | 孤獨的星空       | Team A              | Type-A | ★  |      |
| 29th | 2012年12月05日 | 永遠的壓力         | HA!              | NMB48               | Type-B | ★  |      |
| 30th | 2013年02月20日 | So long!           | Ruby             | Team A              | Type-A | ★  |      |
| 31st | 2013年05月22日 | 再見自由式         | 活下去           | Team A              | Type-A | ★  |      |
| 34th | 2013年12月11日 | 倘若在梧桐樹什麼的 | 遇見你之後我變了 | NMB48               | Type-N | ★  |      |
| 35th | 2014年02月26日 | 勇往直前           | KONJO            | Talking Chimpanzees | Type-C | ★  |      |
| 36th | 2014年05月21日 | 拉布拉多獵犬       | 芳心逃脫遊戲     | Team 4              | Type-4 | ★  |      |
| 37th | 2014年08月27日 | 心意告示牌         | 個性差的女生     | Future Girls        | Type-B | ★  |      |
| 38th | 2014年11月26日 | 希望無限           | 我想歌唱         | 嘉德麗亞蘭組        | Type-C | ★  |      |
| 38th | 2014年11月26日 | 希望無限           | 睜大雙眼的初吻   | Team 4              | Type-D | ★  |      |
| 39th | 2015年03月04日 | Green Flash        | 龐克搖滾         | NMB48               | Type-N | ★  |      |
| 41st | 2015年08月26日 | Halloween Night    | 婚紗送給你…      | Future Girls        | Type-A | ★  |      |

### 其他單曲
| 發行日期       | 單曲名稱               | 參與歌曲名稱 | 名義 | 收錄於 | MV | 備註                              |
| -------------- | ---------------------- | ------------ | ---- | ------ | -- | --------------------------------- |
| 2014年12月24日 | 與其溫柔不如給我一個吻 | 微弱春風     |      | 全版本 | ★  | 渡邊美優紀猜拳大會solo單曲的C/W曲 |

### 專輯CD
NMB48
|      | 發行日期       | 專輯名稱                        | 參與歌曲名稱                   | 名義          | 收錄於        | 備註 |
| ---- | -------------- | ------------------------------- | ------------------------------ | ------------- | ------------- | ---- |
| 01st | 2013年02月27日 | 尖端頂點之上！                  | 尖端頂點之上！                 | NMB48全員參加 | 全版本        |      |
| 01st | 2013年02月27日 | 尖端頂點之上！                  | 12月31日                       |               | 全版本        |      |
| 01st | 2013年02月27日 | 尖端頂點之上！                  | Lily                           | Team N        | Type-N 劇場盤 |      |
| 02nd | 2014年08月13日 | 世界的中心是大阪 ～難波自治區～ | 伊維薩女孩                     |               | 全版本        |      |
| 02nd | 2014年08月13日 | 世界的中心是大阪 ～難波自治區～ | 「別在意學生手冊的照片」的法則 |               | 全版本        |      |
| 02nd | 2014年08月13日 | 世界的中心是大阪 ～難波自治區～ | 下電車                         | Team N        | Type-N        |      |

AKB48
|      | 發行日期       | 專輯名稱                     | 參與歌曲名稱      | 名義                    | 收錄於 | 備註 |
| ---- | -------------- | ---------------------------- | ----------------- | ----------------------- | ------ | ---- |
| 03rd | 2011年06月08日 | 就是在這裡                   | 就是在這裡        | AKB48+SKE48+SDN48+NMB48 | 全版本 |      |
| 04th | 2012年08月15日 | 1830m                        | 藍天 不會寂寞嗎？ | AKB48+SKE48+NMB48+HKT48 | 全版本 |      |
| 05th | 2014年01月22日 | 未來軌跡                     | After Rain        |                         | Type-A |      |
| 06th | 2015年01月21日 | 這裡是羅德斯島、在這裡跳吧！ | 眼淚等一下再說    | Team 4                  | Type-B |      |

## 劇場公演分組曲
NMB48
| 公演名稱                           | 參與歌曲名稱       | 備註             |
| ---------------------------------- | ------------------ | ---------------- |
| 研究生時期                         |                    |                  |
| NMB48 1期生「為了誰」公演          | 用飛吻擊落他！     | 太田里織菜的代演 |
| Team N時期                         |                    |                  |
| Team N 1st Stage「為了誰」公演     | 用飛吻擊落他！     |                  |
| Team N 2nd Stage「青春女孩」公演   | 雨中動物園         | 上西惠的代演     |
| Team N 1st Stage「為了誰」復活公演 | 用飛吻擊落他!      |                  |
| Team N 3rd Stage「天使在這裡」公演 | 無論多少次都要命中 |                  |
| Team N 3rd Stage「天使在這裡」公演 | 即使100年前        |                  |
| Team N 4th Stage「天使在這裡」公演 | 無論多少次都要命中 | Center           |
| Team N 4th Stage「天使在這裡」公演 | 即使100年前        |                  |

兼任
| 公演名稱                           | 參與歌曲名稱   | 備註                     |
| ---------------------------------- | -------------- | ------------------------ |
| AKB48 篠田Team A兼任時期           |                |                          |
| 篠田Team A「Waiting」公演          | 純愛的漸強音   |                          |
| 篠田Team A「Waiting」公演          | 裙襬飄飄       | 川榮李奈與岩田華怜的代演 |
| 篠田Team A「Waiting」公演          | 天使的尾巴     | 川榮李奈的代演           |
| 篠田Team A「Waiting」公演          | 玻璃般的我愛你 | 岩田華怜的代演           |
| AKB48 峯岸Team 4兼任時期           |                |                          |
| Team 4 3rd Stage「偶像的黎明」公演 | 心愛的娜塔莎   |                          |

## 演出

### 電視劇
- So long ! 第一話（2013年2月11日）
- 但是想結婚！BL漫畫家的彆扭婚活記（2017年4月4日，富士電視台）

### 電影
- 豐臣公主 （2011年5月28日，東寶）- 作為臨時演員出演
- NMB48 藝人!THE MOVIE 搞笑青春女孩（2013年8月1日，吉本創意事務所）
- NMB48 艺人！THE MOVIE RETURNS 毕业！搞笑青春女孩们的新旅程（2014年7月25日，吉本創意事務所）
- 靈眼偵探四重奏（2017年6月17日）：主演 森川アイカ

### 舞台劇
- 演劇ユニット キャットミント隊 #10 『アンジェラ』（2016年2月17日－20日，新宿村LIVE）：飾演プリンセス・エストリーナ
- ミラクリ（2016年5月13日－15日，THEATER BRATS）：飾演 ケイティ[58]
- 神保町花月×幻冬舎キャラクターノベル舞台企画『昨日の君は、僕だけの君だった』（2016年8月11日－14日，神保町花月）：飾演 樫井佐奈
- 演劇ユニット キャットミント隊 #11 『人魚外伝〜Anecdote of Mermaid〜』（2016年9月15日－19日，Sun Mall劇場）：飾演 人魚カーネリアン
- 神保町花月×幻冬舎文庫ライトノベル舞台企画『片見里、二代目坊主と草食男子の不器用リベンジ』（2016年11月2日－5日，神保町花月）：飾演 倉内美和
- PRISM NANA PROJECT「魔幻組曲 稜鏡娜娜 ザ・スターリーステージ」（2017年9月13日－18日，日光劇場）：飾演 鷲岡至（ヒートナナ）
- 槍彈辯駁系列3 THE STAGE 2018～The End of 希望之峰学園～（2018年7月20日－23日，日光劇場／7月27日－29日，森之宮Piloti Hall／8月3日－13日，HULIC HALL東京）：飾演 月光原美彩 [59]

### 電視節目
- ケンコバ・陣内・たむけんのめっちゃええやん! 韓国旅 食べチャ〜買っチャ〜キレイになっチャ〜100連発!!（2012年3月25日，關西電視台）
- NMB48 藝人!!2（2013年4月3日－6月19日，日本電視台）
  - NMB48 藝人!!!3（2014年7月5日－9月20日，日本電視台）
- ケンコバ×陣内×たむけん 同期の桜PRESENTS大切な女性おもてなしツアーinソウル（2014年1月4日，關西電視台）
- Black Million（2013年4月6日－2014年3月29日，東京電視台）
- ワケあり!レッドゾーン（2015年4月5日－2016年1月10日，讀賣電視台）- 助理、不定期出演
- ワケあり!ヒットゾーン（2016年2月13日－，讀賣電視台）- 不定期出演
- 解決!ナイナイアンサー（2015年10月27日－，日本電視台）- 不定期出演
- 偶像夢幻祭（2016年4月3日－9月25日，Kawaiian TV）- MC
- 超上癮！爆笑角色遊行（2016年5月7日－，富士電視台） - 不定期出演
- おとな三秋（2016年10月2日－，Kawaiian TV）- 首個冠名節目、《偶像夢幻祭!!》後續節目

### 網絡節目
- 三秋里步的Happy Life（2016年10月24日－，生テレ）
- 楽天スーパーライブTV（樂天市場網站内）
- 想談一場偶像劇般的戀愛系列（2018年5月26日－7月28日，AbemaTV）

### 廣播
- 吉本祇園花月（日语：よしもと祇園花月）Presents GION無線電台（2011年10月3日－2016年2月3日，KBS京都廣播）- 週替MC

### 活動
- 小谷里步獨演會 其之壹（2013年7月28日，NMB48劇場）
- 小谷里步獨演會 其之貳（2013年11月30日，NMB48劇場）
- 小谷里步獨演會 其之叁（2014年6月28日，NMB48劇場）
- 小谷里步獨演會 其之肆（2014年11月30日，NMB48劇場）
- 吉本新喜劇×お笑いまつりin板橋（2016年3月12日，板橋区立文化会館）
- THE EMPTY STAGE 7 colors（2016年5月5日，BENOA銀座）
- THE EMPTY 2016 SUMMER（2016年8月8日、10日、11日－13日，BENOA銀座）
- おかまーちゅんチャンネル 夏のオールナイト 公開生おかまーちゅんSP！！（2016年8月18日、19日，よしもと∞ホール）
- 門脇佳奈子と三秋里歩のトークイベント vol.1（2016年9月23日，FLAME TOKYO）

### 廣告
- 「江崎固力果 BREO」（2011年3月開播）
- 「東映太秦映畫村」（2012年開播）

## 書籍

### 寫真集
- 蛇口（2015年9月15日，學研出版）[60]

### 雜誌連載
- NMB48 小谷里步的挑戰巔峰（2013年8月1日 - 2016年1月7日，大阪體育）- 每月第一個星期四刊載

### 日曆
- 卓上 小谷里歩 2015年日曆（2014年12月13日，ハゴロモ）